# Viktoria Tretjakova
Viktoria Olegovna Tretjakova (Russisch: Виктория Олеговна Третьякова; geboortenaam: Завьялова; Zavjalova) (Snezjinsk, Oblast Tsjeljabinsk, 16 oktober 1998) is een Russische basketbalspeelster die uitkomt voor UMMC Jekaterinenburg. Ze werd Meester in de sport van Rusland, Internationale Klasse.

## Carrière
Tretjakova begon haar carrière bij UMMC Junior Jekaterinenburg in 2016. In 2019 stapte ze over naar het eerste team van UMMC Jekaterinenburg nadat ze al enkele wedstrijden met het eerste had meegespeeld. Met UMMC werd ze zeven keer Landskampioen van Rusland in 2017, 2018, 2020, 2021, 2023, 2024 en 2025. Ook won ze de FIBA Europe SuperCup Women in 2016 en 2019. In 2021 won ze de finale om de EuroLeague Women. Ze wonnen van Perfumerías Avenida uit Spanje met 78-68.
Met het nationale team van Rusland U19 werd Tretjakova wereldkampioen in 2017.

## Erelijst
- Landskampioen Rusland: 7
  - Winnaar: 2017, 2018, 2020, 2021, 2023, 2024, 2025
  - Tweede: 2022
- Bekerwinnaar Rusland: 5
  - Winnaar: 2016, 2018, 2023, 2024, 2025
  - Runner-up: 2019
- EuroLeague Women: 1
  - Winnaar: 2021
- FIBA Europe SuperCup Women: 2
  - Winnaar: 2016, 2019
  - Runner-up: 2021